# 盖林根
盖林根（德語：Gerlingen，發音：[ˈɡɛʁlɪŋən] ⓘ）是德国巴登-符腾堡州斯图加特行政区路德维希堡县的城市，面积17.01平方千米，2023年12月31日人口为19,774人。

## 友好城市
- 法國 沃苏勒（1964年）
- 匈牙利 陶陶（1987年）
- 英国 錫厄姆（1988年）